# ولز فارگو سنتر پورتلند
ولز فارگو سنتر پورتلند، (به انگلیسی: Wells Fargo Center) آسمان‌خراش ۴۱ طبقه به ارتفاع ۱۶۶ متر، با کاربری اداری-تجاری است، که در شهر پورتلند، اورگن، ایالات متحده آمریکا مستقر می‌باشد. پروژه ساخت این ساختمان در سال ۱۹۶۹ آغاز شد و در سال ۱۹۷۲ تکمیل و افتتاح گردید. شعبه مرکزی ولز فارگو ایالت اورگن در این ساختمان مستقر می‌باشد.